# オピス
オピス（Opis。アッカド語ではUpî または Upija、古代ギリシア語ではὮπις）はティグリス川付近にある古代バビロニアの都市。現代のバグダッドからそれほど遠くではない。アッカドとギリシアの文書によれば、ティグリス川の東岸、ディヤラ川付近にあったとされている。長い間、街の正確な位置は正確にはわからないと考えられてきたが、古代メソポタミアに対する最近の地理学の調査により、オピスはかなり高い確率でTall al-Mujailāt（又はTulūl al-Mujaili`）と呼ばれる小さな丘であろうとされている。位置は、現代のバグダッドの中心から南東へ直線で20マイル（約32km）、または古代のバビロンから北東へ直線で47マイル（約75.2km）の場所にある。

## 歴史
オピスが初めて言及されるのは、紀元前2千年紀の初めのころである。紀元前14世紀には、バビロニアの地方行政区の首都となった。
バビロニア人たちはユーフラテス川とティグリス川の間に「王の運河」を掘ったが、それはオピスの近くで終点を迎える。新バビロニアの王ネブカドネザル2世（紀元前605年～紀元前562年）はメディアの侵攻を想定し、その防御のために、2つの川の間に長い城壁を建設した。防衛戦はティグリス川を越えて東に延び、オピスの近くまで続いた。
紀元前539年、新バビロニア王ナボニドゥス（紀元前556～539年）の部隊がキュロス大王（紀元前559～530年）指揮下のペルシア軍に対抗するため、オピスを防衛した。だが、バビロニア軍は敗れ、住民はその政府に対して反乱を起こした。それ以上の戦闘は経ずして、キュロスはバビロンを占領した。オピスはペルシア帝国の王の道の近くに位置した。王の道は、かつてのエラムの首都スーサからアッシリアの中心地アルビールを通り、はるか西、リュディアの首都サルディスへと至る。

### マケドニアによる征服
紀元前331年9月、マケドニア王アレクサンドロス大王（紀元前336～323年）はペルシア帝国のダレイオス3世（紀元前336～330年）をガウガメラの戦いにおいて破り、おそらくバビロンの占領とほぼ同時にオピスも管轄下においた。数年後、アレクサンドロスは　ヒュファシス川（現在のビーズ川）における部下の反抗により、インドにおける長期遠征から戻らなければならなくなった。そして、彼のヨーロッパ人の部隊がオピスで反乱を起こした（紀元前324年の秋）。アレクサンドロスはマケドニア人とペルシア人の間に持続する調和を形成しようと試み、彼はオピスにおいて、9000人のペルシア軍・ギリシア軍部隊の前で連帯を誓った。同じ流れで、彼はスタテイラ（ダレイオス3世の娘）と結婚した。また、オピスに来る直前にスーサにおいて、彼の大勢の士官たちとペルシア人女性や他の東方の貴族女性たちとの、合同結婚式を行った。

### ギリシアによる統治
アレクサンドロス大王の後継者（ディアドコイ）の1人、セレウコス1世ニカトール（紀元前306～281年）がセレウコス朝を興し、ティグリス川の西岸、オピスの12マイル（約19.2km）南西に　彼のメソポタミア地方の首都セレウキアを建設した。ヘレニズムの都市セレウキアは、すぐにメソポタミア地方の主要都市、例えばバビロンなどを凌駕するようになった。
紀元前2世紀、パルティア王国がセレウキアとオピスを含む、セレウコス朝の東部地方を征服した。パルティア王国は、セレウキアとオピスと中間に首都（後のサーサーン朝ペルシア帝国の首都にもなった）クテシフォンを建設した。クテシフォンの出現により、今度はセレウキアとオピスの影が薄くなっていくこととなったのである。